# 2021–2022-es SEHA-liga
A 2021–2022-es SEHA-liga kézilabda-bajnokság a SEHA-liga tizenegyedik kiírása. A bajnokságban hét ország tíz csapata vett részt, a címvédő a magyar Telekom Veszprém.
Miután 2022 februárjában Oroszország megtámadta Ukrajnát, a SEHA-liga végrehajtó bizottsága március 8-i ülésén úgy döntött, hogy a bajnokság küzdelmeit bizonytalan ideig felfüggesztik. Júliusban döntötték el, hogy a félbehagyott alapszakasz helyett a negyeddöntőtől folytatják a bajnokságot. A negyeddöntő mezőnyét a csapatok korábbi szezonokban nyújtott teljesítményét figyelembe véve alakították ki.
A bajnoki címről döntő Final Fourt 2022. szeptember 2-4 között rendezték Horvátországban, Zárában.

## Lebonyolítás
Az eredeti tervek szerint a tíz résztvevő csapatból a két kiemelt – a Telekom Veszprém és a Meskov Breszt – az alapszakasz kihagyásával a negyeddöntőben kapcsolódott volna be a küzdelmekbe. Az alapszakaszt azonban felfüggesztették, és a negyeddöntő mezőnyéről a liga végrehajtó bizottsága döntött.

### Csapatok
| Ország           | Csapat               | Város       | Csarnok (befogadóképesség)                |
| ---------------- | -------------------- | ----------- | ----------------------------------------- |
| Fehéroroszország | Meskov Breszt        | Breszt      | Universal Sports Complex Victoria (3 740) |
| Horvátország     | PPD Zagreb           | Zágráb      | Dom sportova (3 100)                      |
| Horvátország     | Nexe                 | Nekcse      | Sportska dvorana (2 500)                  |
| Magyarország     | Telekom Veszprém KC  | Veszprém    | Veszprém Aréna (5 096)                    |
| Észak-Macedónia  | Vardar               | Szkopje     | Jane Sandanski Arena (6 500)              |
| Észak-Macedónia  | RK Eurofarm Pelister | Bitola      | Szportszka szala Boro Csurlevszki (3 700) |
| Szerbia          | RK Partizan          | Belgrád     | SC Vozdovac (2300)                        |
| Szerbia          | RK Vojvodina         | Újvidék     | SC Slana Bara (2000)                      |
| Szlovákia        | Tatran Prešov        | Eperjes     | City Hall Prešov (4 870)                  |
| Ukrajna          | Motor Zaporizzsja    | Zaporizzsja | Yunost Sport Hall (3 600)                 |

## Alapszakasz
Az alapszakaszt 2022 márciusában felfüggesztették.

### A csoport
| Hely. | Csapat               | M | Gy | D | V | G+ | G– | Gk  | P | Továbbjutás               |
| ----- | -------------------- | - | -- | - | - | -- | -- | --- | - | ------------------------- |
| 1.    | PPD Zagreb           | 1 | 1  | 0 | 0 | 36 | 26 | +10 | 3 | Továbbjut a negyeddöntőbe |
| 2.    | RK Eurofarm Pelister | 1 | 1  | 0 | 0 | 25 | 23 | +2  | 3 | Továbbjut a negyeddöntőbe |
| 3.    | RK Partizan          | 1 | 0  | 0 | 1 | 23 | 25 | −2  | 0 | Továbbjut a rájátszásba   |
| 4.    | Tatran Prešov        | 1 | 0  | 0 | 1 | 26 | 36 | −10 | 0 | Továbbjut a rájátszásba   |

### B csoport
| Hely. | Csapat            | M | Gy | D | V | G+ | G– | Gk  | P | Továbbjutás               |
| ----- | ----------------- | - | -- | - | - | -- | -- | --- | - | ------------------------- |
| 1.    | Nexe              | 2 | 2  | 0 | 0 | 53 | 49 | +4  | 6 | Továbbjut a negyeddöntőbe |
| 2.    | Vardar            | 3 | 1  | 0 | 2 | 75 | 69 | +6  | 3 | Továbbjut a negyeddöntőbe |
| 3.    | Motor Zaporizzsja | 0 | 0  | 0 | 0 | 0  | 0  | 0   | 0 | Továbbjut a rájátszásba   |
| 4.    | RK Vojvodina      | 1 | 0  | 0 | 1 | 16 | 26 | −10 | 0 | Továbbjut a rájátszásba   |

## Egyenes kieséses szakasz

### Negyeddöntők
A negyeddöntők mérkőzéseit augusztus 8–25. között rendezik. A továbbjutás egy mérkőzésen dől el, a negyeddöntők házigazdáit sorsolni fogják.
| 1. csapat            | Eredmény | 2. csapat        |
| -------------------- | -------- | ---------------- |
| Tatran Prešov        | 25–35    | Telekom Veszprém |
| Vardar               | 30–32    | Nexe             |
| RK Vojvodina         | 23–24    | PPD Zagreb       |
| RK Eurofarm Pelister | 27–26    | Meskov Breszt    |

### Final Four
A Final Four mérkőzéseit 2022. szeptember 2-4. között rendezték Zárában.
|  |                      |                      |                  |                  |    |            |            |       |
|  | Elődöntők            | Elődöntők            | Elődöntők        |                  |    | Döntő      | Döntő      | Döntő |
|  | Elődöntők            | Elődöntők            | Elődöntők        |                  |    | Döntő      | Döntő      | Döntő |
|  | szeptember 2.        |                      |                  |                  |    |            |            |       |
|  |                      |                      |                  |                  |    |            |            |       |
|  | Nexe                 | Nexe                 | 26               |                  |    |            |            |       |
|  | Nexe                 | Nexe                 | 26               | szeptember 4.    |    |            |            |       |
|  | PPD Zagreb           | PPD Zagreb           | 32               |                  |    |            |            |       |
|  | PPD Zagreb           | PPD Zagreb           | 32               |                  |    | PPD Zagreb | PPD Zagreb | 30    |
|  | szeptember 2.        |                      |                  |                  |    | PPD Zagreb | PPD Zagreb | 30    |
|  |                      |                      | Telekom Veszprém | Telekom Veszprém | 32 |            |            |       |
|  | Telekom Veszprém     | Telekom Veszprém     | Telekom Veszprém | Telekom Veszprém | 32 | 41         |            |       |
|  | Telekom Veszprém     | Telekom Veszprém     |                  |                  |    |            |            |       |
|  | RK Eurofarm Pelister | RK Eurofarm Pelister | 27               |                  |    |            |            |       |
|  | RK Eurofarm Pelister | RK Eurofarm Pelister | 27               | Bronzmérkőzés    |    |            |            |       |
|  |                      |                      |                  |                  |    |            |            |       |
|  | szeptember 4.        |                      |                  |                  |    |            |            |       |
|  |                      |                      |                  |                  |    |            |            |       |
|  | Nexe                 | Nexe                 | 23               |                  |    |            |            |       |
|  | Nexe                 | Nexe                 | 23               |                  |    |            |            |       |
|  | RK Eurofarm Pelister | RK Eurofarm Pelister | 27               |                  |    |            |            |       |
|  | RK Eurofarm Pelister | RK Eurofarm Pelister | 27               |                  |    |            |            |       |

## Statisztikák

### All-Star csapat
A szezon végén megválasztották a Final Four legjobb játékosait.
| Poszt      | Játékos         | Csapat               |
| ---------- | --------------- | -------------------- |
| Kapus      | Aljaž Panjtar   | PPD Zagreb           |
| Balszélső  | Tyimur Gyibirov | PPD Zagreb           |
| Balátlövő  | Zvonimir Srna   | PPD Zagreb           |
| Irányító   | Kentin Mahé     | Telekom Veszprém     |
| Jobbátlövő | Oussama Hosni   | RK Eurofarm Pelister |
| Jobbszélső | Mikita Vajlupav | Telekom Veszprém     |
| Beálló     | Žarko Peševski  | RK Eurofarm Pelister |

- Legjobb védőjátékos:  Jakov Gojun
- MVP:  Rasmus Lauge Schmidt